# Dialelo
El dialelo (del griego diallēlos, «recíproco»), también llamado círculo vicioso, es una estructura lógica que consiste en una petición de principio con el cual se intenta probar una cosa mediante otra, y esta segunda mediante la primera.
Los filósofos escépticos emplearon el dialelo como uno de los tropos y recursos argumentativos para tratar de demostrar la imposibilidad del conocimiento verdadero.
En un sentido general, el término dialelo se usa para referirse al paralogismo en que se cae cuando se introduce en la definición la palabra que se pretende definir o bien cuando se da como prueba de una proposición otra proposición que, a su vez, se prueba por la primera. 
No todo dialelo es falaz: hay fenómenos que solo se pueden explicar de forma circular, ya que se retroalimentan: «Baja la bolsa porque se asustan los inversores, y los inversores se asustan porque baja la bolsa».

## Características de un círculo vicioso
Según el diccionario enciclopédico McGraw Hill ilustrado, un círculo vicioso es una situación que resulta irresoluble al existir dos circunstancias que son a la vez causa y efecto una de la otra y que actúan de manera recíproca quedando ambas sin explicación.
Sodá, en cambio, sostiene que un círculo vicioso es aquella secuencia repetitiva que no tiene principio ni final aparentes y que mantiene un vicio. Por vicio se entiende un problema social continuo que puede o no ser creciente/decreciente de manera regular/irregular y que tiene afecciones negativas en los humanos y en la vida social. Un círculo vicioso es un fenómeno que puede tener múltiples consecuencias y/o efectos en su aparente interminable proceso. Para Sodá, este fenómeno es perjudicial para la persona o personas que se encuentran en dicho círculo y puede identificarse con las siguientes características:
- Repetición constante de uno o más aspectos del fenómeno
- Mantenimiento de un vicio
- Afecciones negativas hacia elementos relacionados con el vicio
- Permanencia del círculo por tiempo indeterminado
- Si se tiene consciencia de que existe un problema, la lucha por intentar acabar con el círculo
- Pasa por diferentes etapas hasta que se reproduce una etapa anterior, la cual puede o no tener ciertos cambios
- Debido a sus posibles múltiples consecuencias y/o efectos, puede provocar otros círculos viciosos
- Su retroalimentación es positiva, pues tiende al aumento de las divergencias y a su propia destrucción cuando alguno de sus elementos básicos llega a su fin. Sodá ilustra este punto con ejemplo de una bola de nieve que cae de una montaña y crece a su paso, estrellándose, finalmente en algún lugar
- Como todo facto, puede variar en sus características, por ejemplo, omitirse algunas, agregarse otras y sujetarse a diferentes variables

## Ciclo y círculo vicioso
Con base en la teoría general de sistemas, se hacen las siguientes concepciones: un círculo vicioso es un ciclo, pero un ciclo no necesariamente es un círculo vicioso. Como todo sistema que puede tener subsistemas o ser parte de otro sistema más grande, un ciclo puede tener subciclos o ser parte de un ciclo mayor. Un ciclo es una serie de etapas que, una vez concluidas, vuelven a repetirse,  a veces con ciertos cambios. La diferencia entre un ciclo y un círculo vicioso, es que el ciclo no acarrea un problema, pues de lo contrario pasaría a ser un círculo vicioso. Cuando un ciclo perteneciente a otro se completa, el ciclo mayor también se va completando

## Teorías cíclicas de la sociedad: ejemplo de círculos viciosos
Algunos estudiosos de distintos tipos de ciclos señalan las etapas por las cuales pasa un fenómeno social, enfatizando que las etapas "finales" son una regresión al punto de inicio para comenzar con el ciclo de nuevo; entre ellos, Oswald Spengler, quien propone varias etapas para un ciclo: nacimiento, crecimiento y declinación, donde se regresa al inicio como un renacimiento para, después, continuar con el crecimiento. Coincide con Spengler, Arnold Toynbee, quien considera que un ciclo incluye las etapas de nacimiento, crecimiento, decadencia y muerte. De igual modo se vuelve a un renacimiento; para continuar con el crecimiento. Es importante señalar que ambos autores enfocan sus teorías cíclicas a los fenómenos del cambio social, así como que tales teorías han sido calificadas como pesimistas por no creer en el progreso como desarrollo cualitativo de la vida social. Por tanto, dichas teorías cíclicas señalan estos procesos como círculos viciosos.
Otro ejemplo es este: La iglesia tiene autoridad porque la biblia le da la autoridad, pero la biblia tiene autoridad por la iglesia. La afirmación se sustenta en sí misma: La iglesia tiene autoridad porque lo dice la Biblia. Pero la Biblia tiene autoridad porque la iglesia dice que la tiene. Cada parte de la afirmación justifica a la otra sin aportar evidencia independiente, lo que impide romper el ciclo y verificar si alguna de las premisas es verdadera por sí sola.